# Teoría de la elección social
La teoría de la elección social o la elección social es un marco teórico para el análisis de la combinación de opiniones individuales, preferencias, intereses o bienestar para llegar a una decisión colectiva o bienestar social en algún sentido. Un ejemplo no teórico de una decisión colectiva es la promulgación de una ley o conjunto de leyes bajo una constitución. La teoría de la elección social data de la formulación de Condorcet de la paradoja de la votación. La Elección social y los valores individuales (1951) de Kenneth Arrow y el teorema de imposibilidad de Arrow se reconocen generalmente como la base de la teoría de la elección social moderna. Además del teorema de Arrow y la paradoja de la votación, el teorema de Gibbard-Satterthwaite, el teorema del jurado de Condorcet, el teorema del votante mediano y el teorema de May son algunos de los resultados más conocidos de la teoría de la elección social.
La elección social combina elementos de la economía del bienestar y la teoría del voto. Es metodológicamente individualista, ya que agrega preferencias y comportamientos de los miembros individuales de la sociedad. Utilizando elementos de la lógica formal para la generalidad, el análisis procede de un conjunto de axiomas aparentemente razonables de la elección social para formar una función de bienestar social (o constitución). Los resultados descubrieron la incompatibilidad lógica de varios axiomas, como en el teorema de Arrow, revelando un problema de agregación y sugiriendo reformulación o triaje teórico en la caída de algunos axiomas.
El trabajo posterior también considera enfoques de compensaciones y equidad, libertad y derechos, restricciones de dominio axiomático sobre las preferencias de los agentes, poblaciones variables, estratificación de estrategias de mecanismos de elección social, recursos naturales, capacidades y funcionamientos, y bienestar, justicia y pobreza.
La elección social y la teoría de la elección pública pueden solaparse, pero son disjuntas si se interpretan estrictamente. Los códigos de clasificación de la revista Journal of Economic Literature colocan la opción social bajo Microeconomía en JEL D71 (con clubes, comités y asociaciones) mientras que la mayoría de las subcategorías de elección pública están en JEL D72 (Modelos Económicos de Procesos Políticos: Búsqueda de Rentas, Elecciones, Legislaturas y Comportamiento Electoral).

## Comparación de utilidades interpersonales
La teoría de la elección social depende de la capacidad de agregar o resumir las preferencias individuales en una función combinada de bienestar social. La preferencia individual puede ser modelada en términos de una función de utilidad económica. La capacidad de sumar funciones de utilidad de diferentes individuos depende de que las funciones de utilidad sean comparables entre sí; informalmente, las preferencias de los individuos deben medirse con el mismo criterio. Entonces, la capacidad de crear una función de bienestar social depende crucialmente de la capacidad de comparar funciones de utilidad. Esto se llama comparación de utilidad interpersonal. 
Siguiendo a Jeremy Bentham, los utilitaristas han argumentado que las preferencias y funciones de utilidad de los individuos son interpersonalmente comparables y, por lo tanto, pueden agregarse para llegar a una medida de utilidad agregada.
La ética utilitaria exige maximizar este agregado.
Lionel Robbins cuestionó si los estados mentales y las utilidades que reflejan pueden medirse y, a fortiori, comparaciones interpersonales de utilidad, así como la teoría de la elección social en la que se basa. Consideremos, por ejemplo, la ley de la disminución de la utilidad marginal, según la cual la utilidad de una cantidad añadida de un bien disminuye con la cantidad del bien que ya está en posesión del individuo. Se ha utilizado para defender las transferencias de riqueza de los "ricos" a los "pobres" con la premisa de que los primeros no derivan tanta utilidad como estos últimos de una unidad extra de ingresos. Robbins (1935, pp. 138-40) sostiene que esta noción está más allá de la ciencia positiva; es decir, no se pueden medir los cambios en la utilidad de otra persona, ni es requerida por la teoría positiva.
Los apologistas de la comparación interpersonal de la utilidad han argumentado que Robbins reclamó demasiado. John Harsanyi está de acuerdo en que la comparabilidad total de los estados mentales como la utilidad nunca es posible, pero cree que los seres humanos son capaces de hacer comparaciones interpersonales de utilidad porque comparten algunos antecedentes comunes, experiencias culturales, etc. En el ejemplo de Amartya Sen (1970, pág. 99), debería ser posible decir que la ganancia del Emperador Nerón al quemar Roma fue compensada por la pérdida sufrida por el resto de los romanos. Harsanyi y Sen sostienen así que es posible por lo menos una comparabilidad parcial de la utilidad, y la teoría de la elección social procede bajo esa suposición.
Sen propone, sin embargo, que la comparabilidad de la utilidad interpersonal no necesita ser parcial.  Bajo la teoría de Sen de la ampliación informacional, incluso una comparación interpersonal completa de la utilidad conduciría a elecciones socialmente subóptimas porque los estados mentales son maleables. Un campesino hambriento puede tener una disposición particularmente risueña y, por lo tanto, obtener alta utilidad de un pequeño ingreso. Este hecho no debe anular, sin embargo, su reclamo de compensación o igualdad en el ámbito de la elección social.
Por lo tanto, las decisiones sociales deben basarse en factores inmembrables. 
Sen propone comparaciones de utilidad interpersonal basadas en una amplia gama de datos. Su teoría se refiere al acceso a la ventaja, visto como el acceso de un individuo a bienes que satisfacen necesidades básicas (por ejemplo, alimentos), libertades (en el mercado de trabajo, por ejemplo) y capacidades. Podemos proceder a hacer elecciones sociales basadas en variables reales, y por lo tanto, abordar la posición real, y el acceso a la ventaja. El método de ampliación informacional de Sen permite a la teoría de la elección social escapar de las objeciones de Robbins, que parecían dañar permanentemente la teoría de la elección social.
Además, desde los resultados seminales del teorema de la imposibilidad de Arrow y el teorema de Gibbard-Satterthwaite, muchos resultados positivos centrados en la restricción del dominio de las preferencias de los individuos han dilucidado temas tales como el voto óptimo. Los resultados iniciales enfatizaron la imposibilidad de proporcionar satisfactoriamente una función de elección social libre de dictadura e ineficiencia en los entornos más generales. Resultados posteriores han encontrado restricciones naturales que pueden acomodar muchas propiedades deseables.[cita requerida]